# Figueira de Lucas do Rio Verde
A figueira é um bem tombado localizado no município de Lucas do Rio Verde, no Mato Grosso. Ela fica situada extamente na Rua Horizontina, em frente ao lote 1C da quadra 07 e ao lote 14 da quadra 09, Bairro Pioneiro.
A figueira africana carrega uma grande importância para os primeiros moradores do município, uma vez que, nos primórdios da colonização, era comum que missas fossem realizazas sob a sombra da árvore já que não existia nenhum espaço social e nem mesmo uma igreja construída na comunidade. Em tempos mais rescentes, reuniões dos moradores com equipes do Instituto Nacional de Colonização e Reforma Agrária (INCRA) também aconteciam ali. A árvore é de grande porte e, no presente, é protegida pela prefeitura da cidade.
A árvore histórica foi tombada como Patrimônio Histórico Cultural do município de Lucas do Rio Verde pelo prefeito Otaviano Pivetta através do decreto nº 874, de 10 de novembro de 1999. Ela é o único bem tombado da cidade.